# 本多忠周
本多 忠周（ほんだ ただちか）は、江戸時代前期の旗本、大名。三河足助藩主。

## 生涯
寛永19年（1642年）、本多忠義の五男として生まれる。初名は忠当（ただまさ）。寛文2年（1662年）11月25日、陸奥白河藩主である長兄本多忠平から2500石を分与され、別家をたてる。
天和元年（1681年）に三河加茂郡に5000石で移封された。翌天和2年（1682年）には、丹波氷上郡に2000石を加増される。天和3年（1683年）2月2日に寺社奉行に任じられるのと同時に3000石を加増され、合計1万石となり大名に列した。
しかし、貞享4年（1687年）5月14日に将軍徳川綱吉より、同じく寺社奉行であった旗本出身の相模深見藩主坂本重治とともに勤務怠慢として寺社奉行を免職され、2年後の元禄2年（1689年）6月4日には加増分の3000石を没収されて旗本に戻った。当初には小普請役だったが、元禄15年（1702年）に寄合となった。
正徳2年（1712年）7月5日に死去した。享年71。嫡男の忠職が早世していたため、家督は養子の忠貞（松平直矩の七男、初名：松平知隆（ちかたか））が継いだ。
以後、忠周系本多平八郎家は、7000石の旗本寄合として明治維新を迎えた。